# Traqueopatia
Traqueopatia é o nome dado ao conjunto de patologias relacionadas com a traqueia. Mais estudada pela área de saúde, especialidade melhor relacionada: fonoaudiologia, também sendo alvo da otorrinolaringologia e clínica geral.
Caracteriza-se pela mágoa da traqueia que pode ser causada pelo fumo, baixa umidade do ar, baixa ingestão de água, uso contínuo e inadequado da voz e/ou respiração.